# Petrarchism

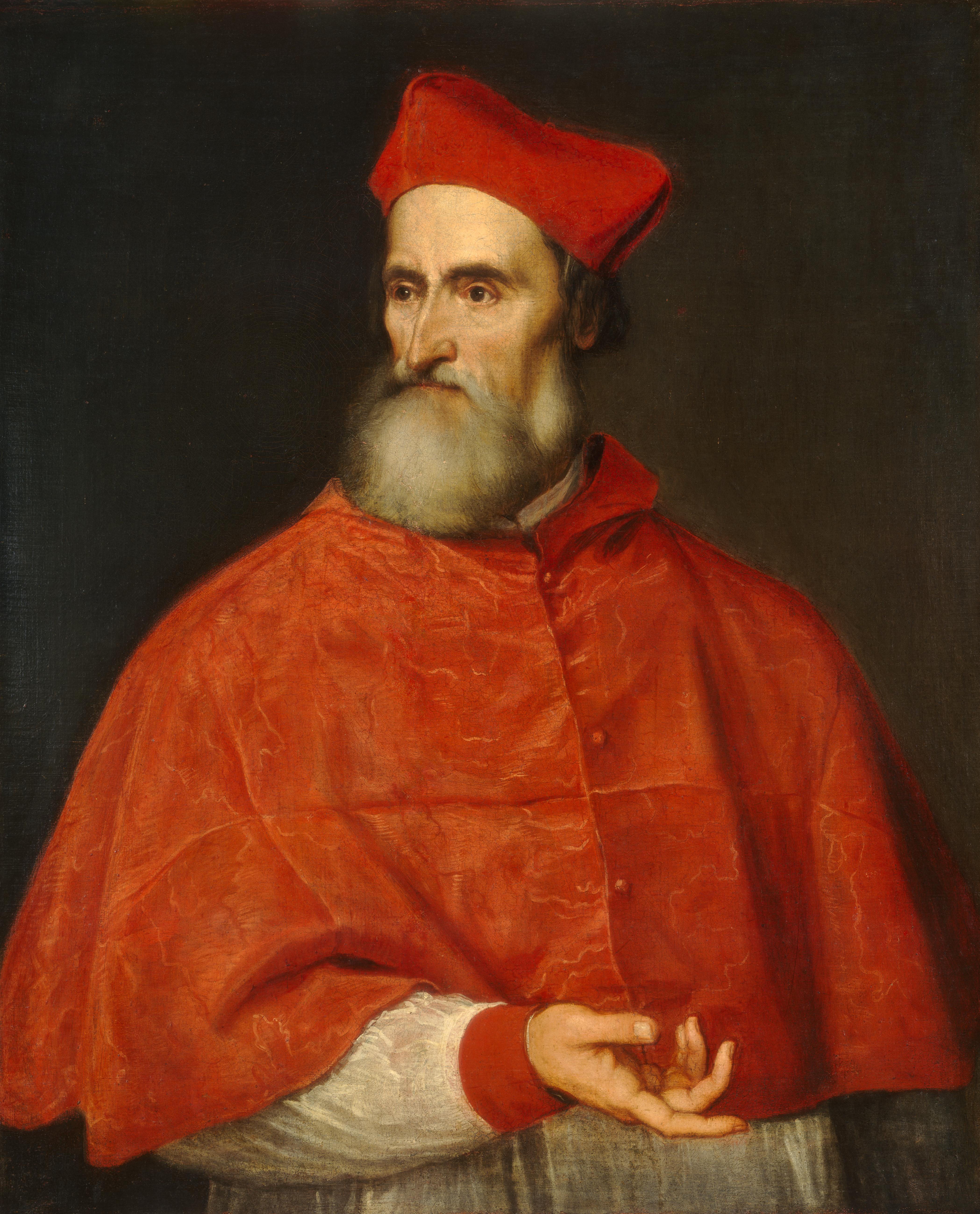
Cardinalul Pietro Bembo - Portret de Tiziano Vecellio - National Gallery of Art, Washington

Prin termenul de Petrarchism se înțelege un fenomen literar în poezia lirică europeană începând din secolul al XIV-lea până la începutul secolului al XVIII-lea, care ia ca model stilul, forma și motivele poeziilor lui Francesco Petrarca cuprinse în culegerea "Canzoniere". Această tradiție a fost inaugurată de cardinalul literat Pietro Bembo într-o ediție critică a operelor lui Petrarca, apărută la Veneția în 1501, în care se sublinia erudiția caracteristică a poetului și se propuneau poeziile sale în puritatea lor filologică și atemporală ca exemplu al idealului de poezie lirică.
Opera lui Petrarca referitoare la tematica iubirii a avut pentru perioada Renașterii și a umanismului aceeași însemnătate pe care au avut-o "Minnesänger"-ii în Evul Mediu. Caracteristicile preluate de "Petrarchism" sunt în primul rând: iubirea neîndeplinită, ambivalența suferinței din dragoste, legătura între reprezentările clasicismului antic - atât platonician cât și mitologic - și cea creștină, folosirea metaforelor îndrăznețe, descrierea frumuseții erotico-senzuale, contrastul între teluric și celest, teme pentru care forma de sonet era cea mai potrivită.
Principalii reprezentanți ai "Petrarchismului":
- În Italia:
  - Antonio Tebaldeo (1463-1537)
  - Pietro Bembo (1470-1547)
  - Bernardo Tasso (1493-1563)
  - Givanni Battista Guarini (1538-1612)

- În Spania:
  - Juan Boscán Almogaver (1490-1542)
  - Garcilaso de la Vega (1503-1536)
  - Jorge de Montemayor (1520-1561)

- În Franța:
  - Clément Marot (1496-1544)
  - Maurice Scève (1503-1560)

- În Germania:
  - Georg Rudolf Weckherlin (1584-1653)
  - Martin Opitz (1597-1639)
  - Paul Fleming (1609-1640)

- În Anglia:
  - Thomas Wyatt (1503-1542)
  - Henry Howard Surrey (1516-1547)
  - Edmund Spenser (1552-1599)

Deja în secolul al XVI-lea, dar mai ales în cursul secolului al XVII-lea au început să se dezvolte forme de "Anti-Petrarchism", în care se parodiau exagerările patetice ale acestui curent.
(Edit.: J.-N. P.)